# 3 (The Script)
#3 è il terzo album in studio del gruppo irlandese The Script, pubblicato il 7 settembre 2012 in Irlanda il 9 negli Stati Uniti ed il 12 nel Regno Unito. L'album è stato anticipato dal singolo Hall of Fame, in collaborazione con will.i.am.

## Tracce
Edizione standard
1. Good Ol' Days – 4:23
2. Six Degrees of Separation – 3:52
3. Hall of Fame (feat. will.i.am) – 3:22
4. If You Could See Me Now – 3:39
5. Glowing – 4:46
6. Give the Love Around – 4:24
7. Broken Arrow – 4:34
8. Kaleidoscope – 3:41
9. No Words – 4:05
10. Millionaires – 3:11

Durata totale: 39:57
Tracce bonus edizione deluxe
1. Moon Boots – 4:11
2. Hurricanes – 4:40
3. Hall of Fame (Original version) – 3:23
4. Breakeven (Live at the Aviva Stadium, Dublin) – 5:38
5. The Man Who Can't Be Moved (Live at the Aviva Stadium, Dublin) – 4:55
6. Talk You Down (Live at the Aviva Stadium, Dublin) – 4:58
7. For the First Time (Live at the Aviva Stadium, Dublin) – 5:04
8. Making of #3 (Video) – 11:41